# 拉兰热拉斯宫

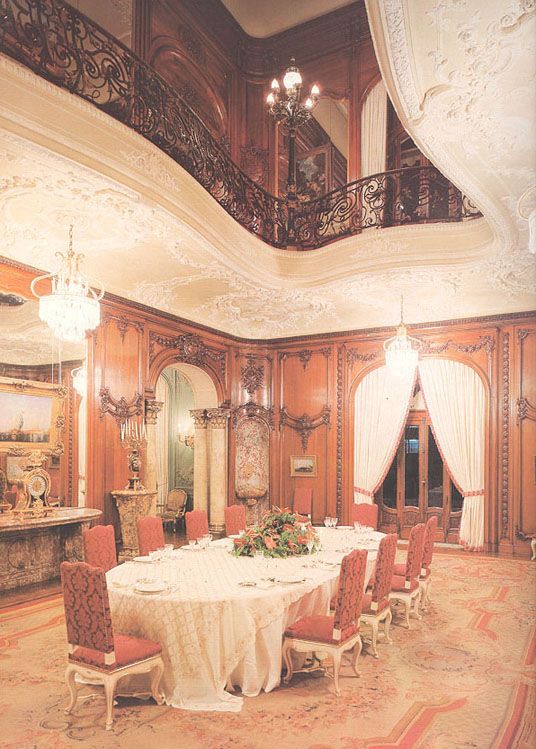

拉兰热拉斯宫（葡萄牙语：Palácio Laranjeiras，意为橘树宫）是巴西里约热内卢州州长的官邸。位于里约热内卢的拉兰热拉斯社区的Eduardo Guinle 公园内。

## 历史
该建筑建于1909-1913年，原为巴西富豪Eduardo Guinle家族的住所 Eduardo Guinle Palacete。1947年被巴西联邦政府买下，招待来访的外国元首或政府首脑。当时，里约热内卢是巴西首都。